# Exocentrus mindoroanus
Exocentrus mindoroanus là một loài bọ cánh cứng trong họ Cerambycidae.